# Canada Open 1993
Il Canada Open 1993 è stato un torneo di tennis giocato sul cemento.
È stata la 103ª edizione del Canada Open, che fa parte della categoria Super 9 nell'ambito dell'ATP Tour 1993, e della categoria Tier I nell'ambito del WTA Tour 1993.
Il torneo maschile si è giocato al Uniprix Stadium di Montréal in Canada, dal 26 luglio al 1º agosto 1993,quello femminile al Rexall Centre di Toronto in Canada, dal 16 al 22 agosto 1993.

## Campioni

### Singolare maschile
Mikael Pernfors ha battuto in finale  Todd Martin con il punteggio di 2–6, 6–2, 7–5.

### Singolare femminile
Steffi Graf ha battuto in finale  Jennifer Capriati con il punteggio di 6–1, 0–6, 6–3.

### Doppio maschile
Jim Courier /  Mark Knowles hanno battuto in finale  Glenn Michibata /  David Pate con il punteggio di 6–4, 7–6.

### Doppio femminile
Larisa Neiland /  Jana Novotná hanno battuto in finale  Arantxa Sánchez Vicario /  Helena Suková con il punteggio di 6–1, 6–2.